# دانشگاه نیو ساوت ولز

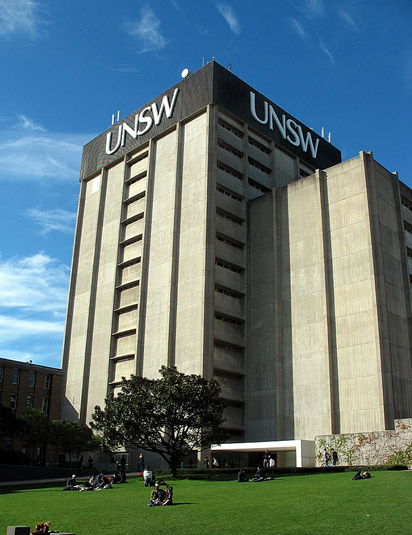

دانشگاه نیو ساوت ولز (به انگلیسی: University of New South Wales) (مخفف انگلیسی: UNSW) یک دانشگاه تحقیقاتی دولتی در سیدنی واقع در ایالت نیوساوت ولز استرالیا است که در سال ۱۹۴۹ میلادی تأسیس شده‌است.
این مرکز علمی یکی از اعضای موسس گروه ۸، که ائتلافی از ۸ دانشگاه تحقیق‌محور برتر استرالیا است، می‌باشد. همچنین این مرکز دارای ۶ پردیس بوده و به ارائه رشته‌های تحصیلی مختلف در مقاطع کارشناسی، کارشناسی ارشد و دکترا می‌پردازد.
در بین رشته‌های تحصیلی این دانشگاه، مهندسی و فناوری، بازرگانی و اقتصاد، و حقوق از اعتبار بالاتری برخوردار هستند. این دانشگاه بیشترین میلیونرها را به استرالیا معرفی نموده و بیشتر سمت‌های مدیرت اجرایی در شرکت‌های استرالیایی در اختیار فارغ‌التحصیلان این مرکز علمی می‌باشد.
پردیس اصلی UNSW، در حومه کنزینگتن و در ۷ کیلومتری ناحیه تجاری مرکزی سیدنی، در زمینی به مساحت ۳۸ هکتار واقع شده‌است.

## تاریخچه

### تأسیس
با توجه به تغییر اقتصاد شهر سیدنی و ایالت نیوسات ولز در اواخر قرن نوزدهم از یک اقتصاد بر پایه کشاورزی به سمت اقتصادی صنعت محور، مراکز آموزشی در آن سالها جهت تأمین نیاز رو به رشد به نیروی کار آگاه به فن آوری‌های نوین تأسیس شدند. مدرسه مکانیک سیدنی (تأسیس در سال ۱۸۳۳) و کالج فنی سیدنی (تأسیس در ۱۸۷۸) از جمله این مؤسسات بودند که می‌توان ریشه‌های اولیه دانشگاه را در این دو مؤسسه یافت.
ایده تشکیل دانشگاه در طول جنگ جهانی دوم شکل گرفت، زمانی که مردم استرالیا متوجه نقش بزرگ دانش و تکنولوژی در پیشرفت و تغییر چهره یک جامعه کشاورزی به یک جامعه مدرن و صنعتی شدند. پس از جنگ دولت کارگری ایالت نیو سات ولز نیاز شدید به دانشگاهی برای تربیت مهندسین و سایر متخصصین رشته‌های فناوری محور با استانداردهای بسیار بالا و در ارقامی فرای ظرفیت دانشگاه سیدنی را احساس کرد. این امر منجر به تهیه طرحی برای ایجاد انیستیتوی تکنولوژی گردید که توسط وزیر علوم ایالت باب هفرون ارائه گردید و در ۹ ژوئیه ۱۹۴۶ تصویب شد.
دانشگاه با نام اولیه دانشگاه تکنولوژی نیو سات ولز که برگرفته از قانونی با همین عنوان مصوب پارلمان ایالتی بود فعالیت خود را آغاز نمود.

### سالهای اولیه
در ماه مه ۱۹۴۸، اولین کلاسهای این دانشگاه با ۴۶ دانشجو در رشته‌های مهندسی عمران، مکانیک، معدن و برق تشکیل گردید
در ابتدا کلاسهای دانشگاه در محله آلتیمو سیدنی برگزار می‌شد ولی در سال ۱۹۵۱ با تصویب طرح احداث دانشگاه نیوسات ولز در پارلمان ایالتی نیوسات ولز و تأمین بودجه، دانشگاه به محل کنونی آن واقع در منطقه کنزینگتن انتقال یافت.

### گسترش
در سال ۱۹۵۸ نام دانشگاه به دانشگاه نیو سات ولز تغییر یافت تا بیانگر تغییر ساختار دانشگاه از یک دانشگاه فنی به دانشگاهی جامع شامل سایر رشته‌ها باشد. در سال ۱۹۶۰ دانشکده‌های هنر و پزشکی تأسیس شدند و در فاصله کوتاهی پس از آن تصمیم به احداث دانشکده حقوق گرفته شد که در سال ۱۹۷۱ تأسیس گردید.
اولین رئیس دانشگاه آرتور دنینگ (۱۹۴۹–۱۹۵۲) بود که نقش مهمی در تأسیس دانشگاه داشت.
در سالهای ۱۹۵۱ پردیسی در شهر نیوکاسل و در سال ۱۹۶۱ پردیسی در شهر ولونگانگ تشکیل گردیدند که در نهایت تبدیل به دانشگاه‌های نیوکاستل و ولونگانگ به ترتیب در سالهای ۱۹۶۵ و ۱۹۷۵ شدند.

## پردیس
پردیس اصلی UNSW، که اکثر دانشکده‌ها در آن قرار دارد، در حومه کنزینگتن و در ۷ کیلومتری ناحیه تجاری مرکزی سیدنی، در زمینی به مساحت ۳۸ هکتار واقع شده‌است. این پردیس از لحاظ جغرافیایی به دو قسمت تقسیم می‌شود: پردیس بالا و پردیس پایین. این دانشگاه دارای تعدادی از امکانات تحقیقاتی خاص می‌باشد از جمله:
- مرکز تحقیقات سرطان Lowy UNSW - این نخستین مرکز استرالیا است که دانشمندان را در زمینه سرطان‌های دوران کودکی و بزرگسالی جمع کرده‌است و همچنین یکی از بزرگترین موسسات تحقیقاتی در زمینه سرطان کشور است که بیش از ۴۰۰ محقق را در خود جای داده‌است.
- مرکز تجزیه و تحلیل Mark Wainwright برای دانشکده‌های علوم، پزشکی و مهندسی است. این مرکز برای مطالعه ساختار و ترکیب مواد بیولوژیکی، شیمیایی و فیزیکی مورد استفاده قرار می‌گیرد.

تعدادی از سالن‌های تئاتر و موسیقی در دانشگاه وجود دارد، که بسیاری از آنها برای استفاده عمومی نیز در دسترس هستند. مرکز بهداشت و تناسب اندام UNSW امکانات و خدمات بهداشتی و تناسب اندام را هم برای دانشجویان و هم برای عموم مردم فراهم می‌کند.

## دانشکده
دانشگاه دارای شش پردیس است:
- دانشکده هنر، طراحی و معماری
- دانشکده کسب و کار
- دانشکده مهندسی
- دانشکده حقوق
- دانشکده پزشکی
- دانشکده علوم

علاوه بر این شش پردیس، آکادمی نیروی دفاعی استرالیا در کانبرا نیز تحت ادارهٔ این دانشگاه است.

## رتبه‌بندی
دانشگاه نیو ساوت ولز در رتبه‌بندی سال ۲۰۲۲ QS برترین دانشگاه‌های جهان در رده ۴۳ دنیا و چهارم استرالیا قرار دارد. بر اساس رتبه‌بندی مؤسسه تایمز UNSW در رتبه ۷۰ دنیا فرار گرفته‌است. همچنین این دانشگاه در رشته مهندسی عمران و سازه، در رتبه اول استرالیا و در رده ۱۳ جهان قرار دارد.

## نگارخانه

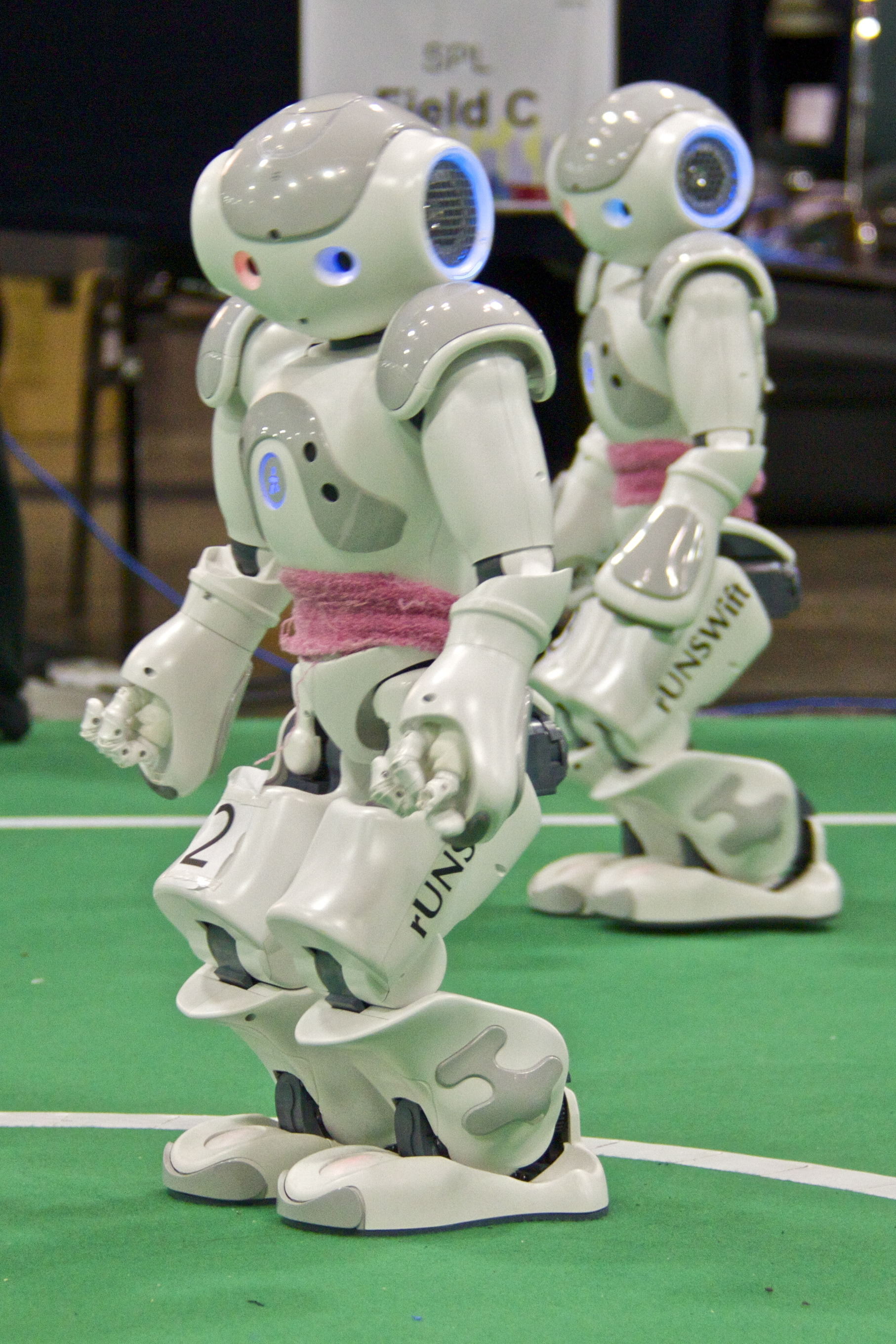
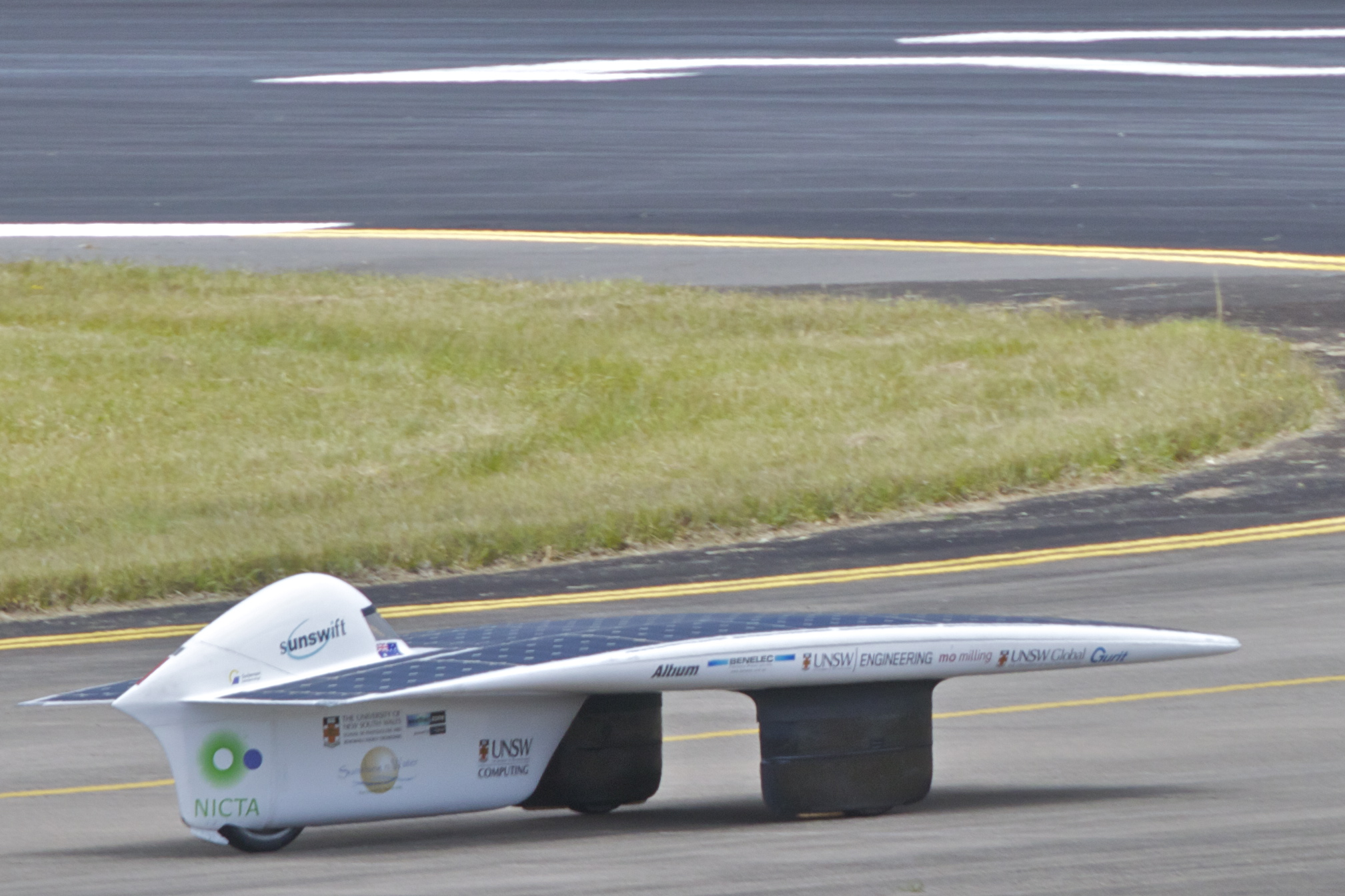
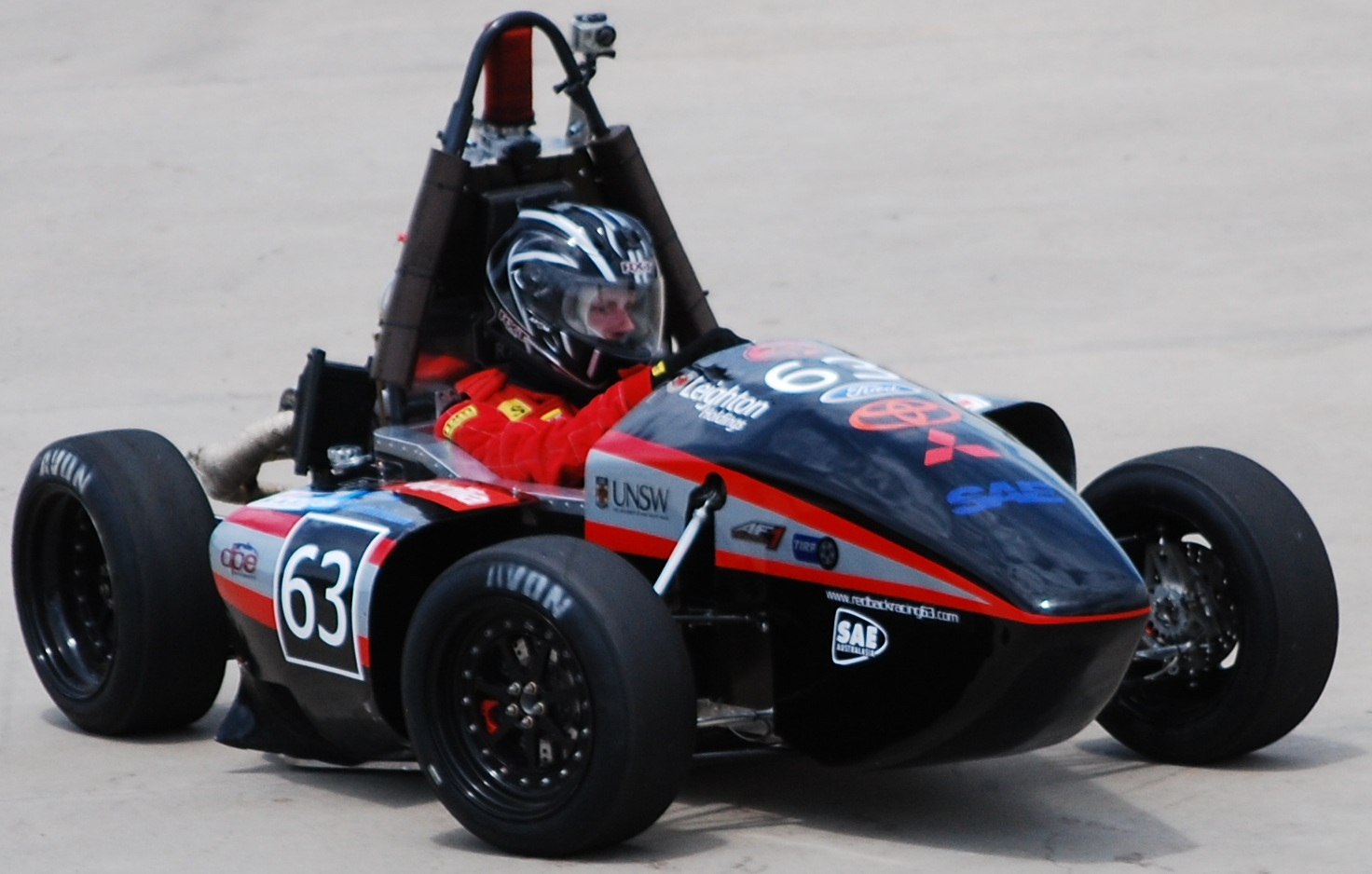